# Baofeng, Sichuan
Baofeng (kinesiska: 宝峰彝族乡, 宝峰) är en socken i Kina. Den ligger i provinsen Sichuan, i den sydvästra delen av landet, omkring 150 kilometer sydväst om provinshuvudstaden Chengdu. Antalet invånare är 1 733. Befolkningen består av 819 kvinnor och 914 män. Barn under 15 år utgör 17,0 %, vuxna 15-64 år 66 %, och äldre över 65 år 15,0 %.
Genomsnittlig årsnederbörd är 1 269 millimeter. Den regnigaste månaden är juli, med i genomsnitt 291 mm nederbörd, och den torraste är december, med 10 mm nederbörd.